# Allos
Cet article possède un paronyme, voir Allons.
Pour les articles ayant des titres homophones, voir Alos et Allauch.
Allos [alɔs] est une commune française située dans le département des Alpes-de-Haute-Provence, en région Provence-Alpes-Côte d'Azur.
Commune de haute montagne des Alpes méridionales, Allos connaît un important exode rural au XIXe siècle, suivant le mouvement démographique du département. Puis la commune a été bouleversée depuis quatre-vingts ans par les sports d’hiver : la construction d’hébergements et les remontées mécaniques ont modifié le paysage et l’urbanisme montagnard. L’économie a également été profondément transformée, la quasi-totalité des emplois se situant aujourd'hui dans le tourisme. L'activité agricole traditionnelle ne subsiste plus que marginalement.
Historiquement, Allos, située au fond de la vallée du Verdon, a longtemps été rattachée à la vallée de l’Ubaye : d’abord à l’époque où l’Ubaye appartenait aux États de Savoie (de 1388 à 1713), puis après le rattachement à la France, elle a continué d’être administrée depuis l’autre côté du col d’Allos (impraticable l’hiver). Même après la Révolution, elle fut rattachée au district de Barcelonnette, au nord. Ce n’est qu’en 1985 qu’elle s’est (administrativement parlant) tournée vers sa vallée en acceptant le rattachement au canton de Colmars.

## Géographie

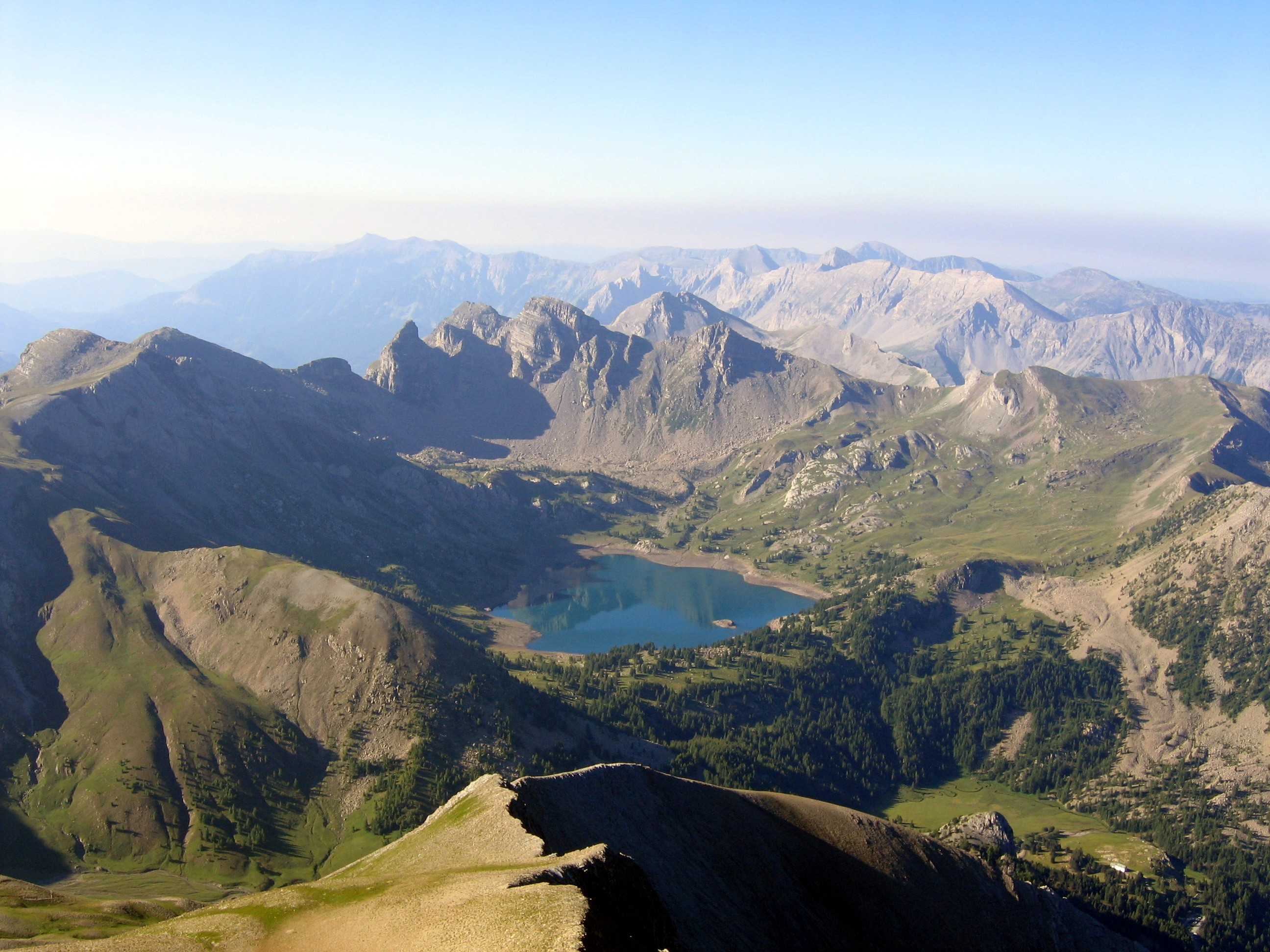
Le lac d'Allos vu du sommet du mont Pelat.

Allos est située à 1 425 m d’altitude. Le val d'Allos est traversé par la rivière Verdon, qui prend sa source au pied de la tête de la Sestrière, au nord-ouest d'Allos, à 2 460 m d'altitude.
En lisière du parc national du Mercantour, le pays du Haut-Verdon-Val-d'Allos offre des paysages d'une grande beauté, depuis le célèbre lac d'Allos, le plus grand lac d'altitude d'Europe, jusqu'à la cascade de la Lance, à Colmars-les-Alpes. La flore est riche et variée, étagée suivant l'altitude : mélèzes, épicéas, sapins mais aussi clématites des Alpes, pivoines sauvages et lis martagon.

### Communes limitrophes

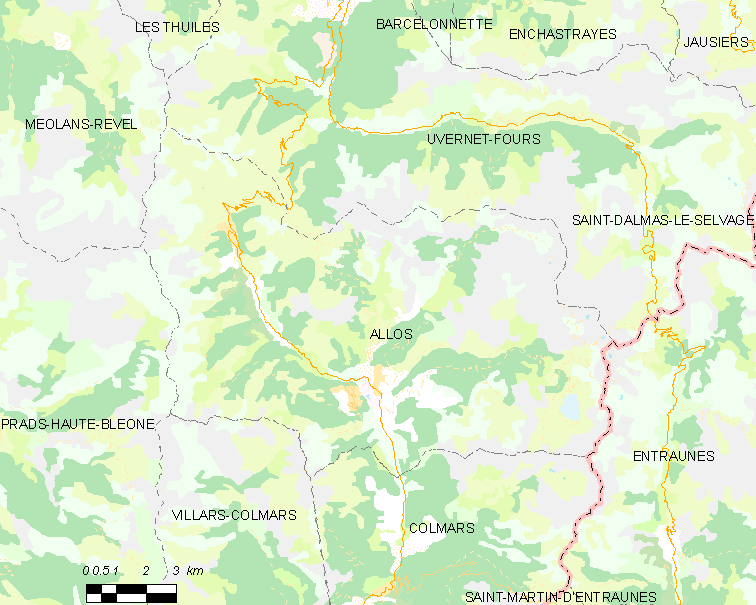
Allos et ses communes limitrophes.

### Géologie
Les montagnes autour d’Allos sont composées de schistes noirs.

### Relief
Tout autour d’Allos, en partant du col d'Allos (2 247 m, au nord du village) et en tournant dans le sens des aiguilles d’une montre :
- sur une arête nord-sud, la montagne de Cheiroueche (2 362 m) et dominant le village, Roche-Grande (2 409 m), totalement dénudée ;
- au nord le Petit Cheval de Bois (2 754 m) et le Grand Cheval de Bois (2 838 m) ; le Pichs ou Nivoulet (2 575 m) ;
- à l’est : le Cimet (3 020 m), séparé du Téton (2 969 m) par le petit col de Talon (2 678 m) ; Mont Pelat (3 050 m) et entre Allos et celui-ci, la Tête du Vallonnet (2 710 m) et la Tête de Prachastel (2 320 m) ;
- autour du lac d'Allos : le Trou de l'Aigle (2 961 m) ; le col de la Petite Cayolle (2 639 m) ; le sommet des Garrets (2 822 m) ; la Montagne de l’Avalanche (2 729 m), la Tête du Lac (2 626 m), le groupe des Tours du Lac (cinq sommets entre 2 585 et 2 745 m) et la Tête de Valplane (2 624 m) ;
- au sud : la Roche Cline (2 415 m) et, rive droite du Verdon, l’Autapie (2 435 m) ;
- à l'ouest : le Gros Tapi (2 371 m) ; sommet de Valcibière (2 375 m) ; le Mourre Gros (2 652 m) ; la Tête Noire (2 560 m) ; la Tête de l'Auriac (2 639 m) ; les Trois-Évêchés (2 818 m) ; Tête de la Sestrière (2 575 m) ;
- au nord-ouest du col d’Allos : la Tête de Vescal (2 515 m).

Les sommets à l’ouest d’Allos appartiennent au massif des Trois-Évêchés, ceux à l’est au massif secondaire du Mont Pelat.

### Environnement
La commune compte 1 869 ha de bois et forêts.

### Hydrographie et les eaux souterraines
Cours d'eau sur la commune ou à son aval :
- rivière le Verdon,
- torrents le Bouchier, le Chadoulin, de l'Aiguille,
- riou nord des Courtiens, riou sud des Courtiens, riou de Poussandriou,
- ravins du Pelat, du Vallonet, des Mourtisses, de la Chaup, de la Sausse.

### Climat
Pour des articles plus généraux, voir Climat de Provence-Alpes-Côte d'Azur et Climat des Alpes-de-Haute-Provence.
En 2010, le climat de la commune est de type climat de montagne, selon une étude du Centre national de la recherche scientifique s'appuyant sur une série de données couvrant la période 1971-2000. En 2020, Météo-France publie une typologie des climats de la France métropolitaine dans laquelle la commune est exposée à un climat de montagne ou de marges de montagne et est dans la région climatique Alpes du sud, caractérisée par une pluviométrie annuelle de 850 à 1 000 mm, minimale en été.
Pour la période 1971-2000, la température annuelle moyenne est de 7,7 °C, avec une amplitude thermique annuelle de 16,5 °C. Le cumul annuel moyen de précipitations est de 908 mm, avec 6,3 jours de précipitations en janvier et 6,6 jours en juillet. Pour la période 1991-2020, la température moyenne annuelle observée sur la station météorologique installée sur la commune est de 8,4 °C et le cumul annuel moyen de précipitations est de 1 043,5 mm. 
La température maximale relevée sur cette station est de 34,5 °C, atteinte le 28 juin 2019 ; la température minimale est de −17 °C, atteinte le 6 février 2012,,.
| Mois                                  | jan.           | fév.          | mars          | avril         | mai           | juin          | jui.          | août          | sep.          | oct.          | nov.          | déc.           | année     |
| ------------------------------------- | -------------- | ------------- | ------------- | ------------- | ------------- | ------------- | ------------- | ------------- | ------------- | ------------- | ------------- | -------------- | --------- |
| Température minimale moyenne (°C)     | −4,6           | −4,9          | −2,1          | 1             | 3,6           | 7             | 9,3           | 8,9           | 5,8           | 2,8           | −0,8          | −3,8           | 1,9       |
| Température moyenne (°C)              | 1              | 1,1           | 4,2           | 7,3           | 10,1          | 14,2          | 16,9          | 16,7          | 13            | 9,3           | 4,6           | 1,8            | 8,4       |
| Température maximale moyenne (°C)     | 6,7            | 7,2           | 10,4          | 13,6          | 16,6          | 21,4          | 24,5          | 24,5          | 20,3          | 15,9          | 9,9           | 7,3            | 14,9      |
| Record de froid (°C) date du record   | −15,5 19.01.16 | −17 06.02.12  | −11 07.03.16  | −7,5 03.04.22 | −3,8 06.05.19 | −0,5 05.06.14 | −2,7 14.07.16 | 1 28.08.14    | −3,6 27.09.20 | −6,2 29.10.12 | −17 28.11.13  | −16,2 18.12.10 | −17 2013  |
| Record de chaleur (°C) date du record | 18 30.01.22    | 20,7 01.02.16 | 20,8 30.03.12 | 24,9 08.04.11 | 27,3 22.05.22 | 34,5 28.06.19 | 31,8 06.07.15 | 32,5 23.08.23 | 28,3 04.09.23 | 26,6 12.10.11 | 23,3 09.11.15 | 18,7 11.12.16  | 34,5 2019 |
| Précipitations (mm)                   | 67,9           | 60,1          | 77,1          | 98,2          | 97,7          | 85,3          | 65,4          | 66,7          | 55,9          | 128,4         | 148,1         | 92,7           | 1 043,5   |

| Diagramme climatique                                  |             |              |           |             |           |             |             |             |              |              |             |
| J                                                     | F           | M            | A         | M           | J         | J           | A           | S           | O            | N            | D           |
| 6,7−4,667,9                                           | 7,2−4,960,1 | 10,4−2,177,1 | 13,6198,2 | 16,63,697,7 | 21,4785,3 | 24,59,365,4 | 24,58,966,7 | 20,35,855,9 | 15,92,8128,4 | 9,9−0,8148,1 | 7,3−3,892,7 |
| Moyennes : • Temp. maxi et mini °C • Précipitation mm |             |              |           |             |           |             |             |             |              |              |             |

Les paramètres climatiques de la commune ont été estimés pour le milieu du siècle (2041-2070) selon différents scénarios d'émission de gaz à effet de serre à partir des nouvelles projections climatiques de référence DRIAS-2020. Ils sont consultables sur un site dédié publié par Météo-France en novembre 2022.

## Toponymie
La localité apparaît pour la première fois dans les textes en 1056, sous le nom d’ad Alodes, ce qui signifie les alleux en occitan,,. Une hypothèse pré-gauloise a également été envisagée, plus conforme aux règles phonétiques locales selon les Fénié. Le nom d’Allos dérive alors d’Al-, désignant les rochers. La formation Alodes serait dans ce cas une hypercorrection (fausse latinisation). La commune se nomme Alòs en occitan vivaro-alpin et Aloues en provençal gavot.
Le nom de la station La Foux-d’Allos désigne les gorges étroites, les à-pic proches.

## Histoire

### Préhistoire et Antiquité
Le nom du peuple installé dans la haute vallée du Verdon n’est pas certain, mais il peut s’agir des Éguitures. À la fin de l’Empire romain, la haute vallée du Verdon dépend de la civitas et de l’évêché de Thorame.

### Moyen Âge
Il est possible que le premier village ait été construit autour de Notre-Dame-du-Valvert, au Haut Moyen Âge. Il se serait ensuite perché à Banivol, avant de redescendre aux XIIe – XIIIe siècles. La bourgade, citée dès 1056,, a son consulat dès 1233, par privilège du comte de Provence,, ainsi qu’une foire. C’est le comte Raimond Bérenger V qui accorde le 27 novembre 1233 un consulat à Allos, en même temps et selon les mêmes termes que Colmars et Beauvezer ; le consulat est une institution collégiale comprenant un chevalier, désigné parmi les nobles de la localité, trois notables, et le bailli ou bayle, représentant le comte. La charte de 1233 précise quels sont les cas où la justice sera rendue par les consuls (la justice civile) et limite le montant des cens et du droit de cavalcade prélevés par le comte.
Lors de la crise ouverte par la mort de la reine Jeanne Ire, Charles de Duras et Marie de Blois, agissant pour le comte de son fils Louis II d'Anjou, s’affrontent pour recueillir l’héritage de la reine Jeanne. Ce ralliement est l’occasion pour les communautés d’Allos, Colmars et Beauvezer de négocier en août 1385 une extension de leurs privilèges : la position de faiblesse du pouvoir comtal leur permet de lui extorquer d’importantes concessions : outre une réduction substantielle des impôts déjà limités en 1233, et des remises sur les droits déjà dus, le domaine de la justice rendue par les consuls est étendu, et ceux-ci percevront les revenus générés par cette activité à la place du comte. Les communautés obtiennent le droit d’établir moulins et jardins sans autorisation et sans payer de cens, les pouvoirs de police du comte sont limités, une partie des lods et treizains sont abolis, les habitants des trois communautés sont exemptés de droits de passage pour leurs troupeaux transhumants et les marchandises qu’ils transportent dans tout le comté. De plus, ils peuvent transporter du sel sans contrainte. Enfin, les habitants peuvent construire des maisons en s’appuyant sur les murailles, percer celles-ci pour y établir des fenêtres ou des portes, aucune garnison ne sera installée sans l’accord des habitants et cela se fera aux frais des comtes, les habitants ont le droit de construire des fossés d’irrigation qui traversent les chemins, et enfin Charles III renonce au droit de vendre la seigneurie sur les trois communautés. Dans le cas contraire, et si les communautés se défendent, même les « armes à la main », aucune sanction ne sera prise contre elles et leurs habitants. À la fin de la guerre de l’Union d’Aix, Allos passe avec la vallée de l'Ubaye et Nice aux comtes de Savoie jusqu’en 1713. De cette époque jusqu’au début de la Révolution française, Allos est rattaché administrativement à Barcelonnette ; le premier découpage des Basses-Alpes inclut Allos dans le district de Barcelonnette.

### Temps modernes
Allos revient sous domination française de 1536 à 1559 (Traités du Cateau-Cambrésis). Lors des guerres de religion, le duc de Lesdiguières bombarde le bourg, l'assiège et le prend en 1597. Il avait fait passer son armée par le col de Thuiles,. Allos est à nouveau rendue à la Savoie en 1598 (paix de Vervins).
La peste de 1630 fait d'importants ravages à Allos, mais ne touche pas le hameau de La Foux. Peu après, les troupes royales françaises occupent à nouveau le bourg et rasent les fortifications.
Les particularités de la communauté d’Allos, qui occupe plusieurs vallons profonds, et dont l’habitat est dispersé en de multiples hameaux, conduit à la création de trois paroisses au XVIIe siècle : une à La Foux, une à Bouchiers et une à Baumelle. Il se construit en outre de très nombreuses chapelles : 29 au total tout au long de l’histoire.
Plusieurs incendies majeurs ravagent le bourg en 1718, 1747, 1769 .

### Révolution française
Durant la Révolution, la commune compte une société patriotique, créée après la fin de 1792. La tradition d'indépendance d'Allos lui vaut un canton à elle seule, auquel est rattaché le hameau colmarsien de Clignon.

### Époque contemporaine
La Révolution et l’Empire apportent nombre d’améliorations, dont une imposition foncière égale pour tous, et proportionnelle à la valeur des biens de chacun. Afin de la mettre en place sur des bases précises, la levée d’un cadastre est décidée. La loi de finances du 15 septembre 1807 précise ses modalités, mais sa réalisation est longue à mettre en œuvre, les fonctionnaires du cadastre traitant les communes par groupes géographiques successifs. En 1825, le cadastre dit napoléonien d’Allos est achevé.
Le coup d'État du 2 décembre 1851 commis par Louis-Napoléon Bonaparte contre la Deuxième République provoque un soulèvement armé dans les Basses-Alpes, en défense de la Constitution. Après l’échec de l’insurrection, une sévère répression s’abat sur ceux qui se sont levés pour défendre la République, dont un habitant d’Allos.
Comme de nombreuses communes du département, Allos se dote d’écoles bien avant les lois Jules Ferry : en 1863, elle compte déjà quatre écoles dispensant une instruction primaire aux garçons au chef-lieu, au Bouchier, à la Baumelle et à la Foux. Les filles ne sont pas concernées, bien que la loi Falloux impose l’obligation aux communes de plus de 800 habitants d’instruire également les filles ; l’école de filles ouvre cependant avant les lois Jules Ferry. La deuxième loi Duruy (1877) permet à la commune, grâce aux subventions de l’État, d’améliorer les écoles d’Allos et de la Foux.
La commune d’Allos est durement touchée par la Première Guerre mondiale, avec 32 morts. Une souscription publique est lancée afin de financer la construction du monument aux morts. Une autre souscription, de fin 1919 à 1921, a lieu dans toutes les communes de la vallée de l'Ubaye, auxquelles se joint Allos, et permet de financer un monument aux 509 morts de la vallée, érigé à Barcelonnette par Paul Landowski.
Au XXe siècle, Allos devient une commune touristique : en 1935, des remontées mécaniques sont construites au Seignus et à la Foux. Dans les années 1970, quand les sports d’hiver deviennent des loisirs de masse, des stations d’hiver sont construites dans les deux hameaux. Ce n’est qu’en 1985 qu’Allos se tourne vers le bas de sa vallée en intégrant l’arrondissement de Castellane.

## Héraldique
| Blason de Allos | Blason  | D'argent au demi-vol de gueules soutenu d'un os de sable posé en fasce.                                                             |
| Blason de Allos | Détails | Armes parlantes. Allos, en latin Allosium, en provençal Alouès. Alo-ouès, Aile-os. Le statut officiel du blason reste à déterminer. |

## Politique et administration

### Municipalité
| Période                                  | Période       | Identité             | Étiquette | Qualité                                                                                                   |
| ---------------------------------------- | ------------- | -------------------- | --------- | --- |
|                                          |               |                      |           | |
| mai 1945                                 |               | Jean Pellegrin       | Résistant | ancien résistant, se présente sous cette étiquette. Conseiller général SFIO du canton d'Allos (1945-1955) |
|                                          |               |                      |           | |
|                                          |               | Jean Caire           |           | Agriculteur et commerçant.                                                                                |
|                                          |               |                      |           | |
| 1971                                     | 1996          | René Cèze            | RPR       | Conseiller général du canton d'Allos (1973-1985) puis du canton d'Allos-Colmars (1988-2001)               |
| 1996                                     | mars 2014     | Michel Lantelme      | DVG       | Président de la CCHVVA conseiller général du canton d'Allos-Colmars (2001-2008)                           |
| avril 2014                               | Juillet 2015  | Chantal Caire-Caïs,  | DVG       | fille de Jean Caire, retraitée, comptable et gérante d'entreprises                                        |
| octobre 2015                             | décembre 2019 | Marie-Annick Boizard | DVG       | retraitée, comptabilité publique                                                                          |
| juin 2020                                | En cours      | Michel Lantelme      | DVG       | |
| Les données manquantes sont à compléter. |               |                      |           | |

L'élection du conseil municipal de mars 2008 a fait l'objet d'un recours devant le tribunal administratif de Marseille ; le jugement a conduit à la tenue de nouvelles élections en septembre.

### Budget et fiscalité 2017
En 2017, le budget de la commune était constitué ainsi :
- total des produits de fonctionnement : 5 483 000 €, soit 8 435 € par habitant ;
- total des charges de fonctionnement : 4 890 000 €, soit 7 523 € par habitant ;
- total des ressources d’investissement : 2 147 000 €, soit 3 304 € par habitant ;
- total des emplois d’investissement : 1 152 000 €, soit 1 773 € par habitant.
- endettement : 2 802 000 €, soit 4 311 € par habitant.

Avec les taux de fiscalité suivants :
- taxe d’habitation : 12,09 % ;
- taxe foncière sur les propriétés bâties : 23,49 % ;
- taxe foncière sur les propriétés non bâties : 48,03 % ;
- taxe additionnelle à la taxe foncière sur les propriétés non bâties : 58,73 % ;
- cotisation foncière des entreprises : 14,71 %.

Chiffres clés Revenus et pauvreté des ménages en 2015 : Médiane en 2015 du revenu disponible, par unité de consommation : 18 830 €.

### Intercommunalité
Allos fait partie : 
- jusqu'en 2016 de la communauté de communes du Haut-Verdon Val d'Allos ;
- à partir du 1er janvier 2017, de la communauté de communes Alpes Provence Verdon.

## Urbanisme

### Typologie
Au 1er janvier 2024, Allos est catégorisée commune rurale à habitat dispersé, selon la nouvelle grille communale de densité à 7 niveaux définie par l'Insee en 2022.
Elle est située hors unité urbaine et hors attraction des villes,.

### Occupation des sols

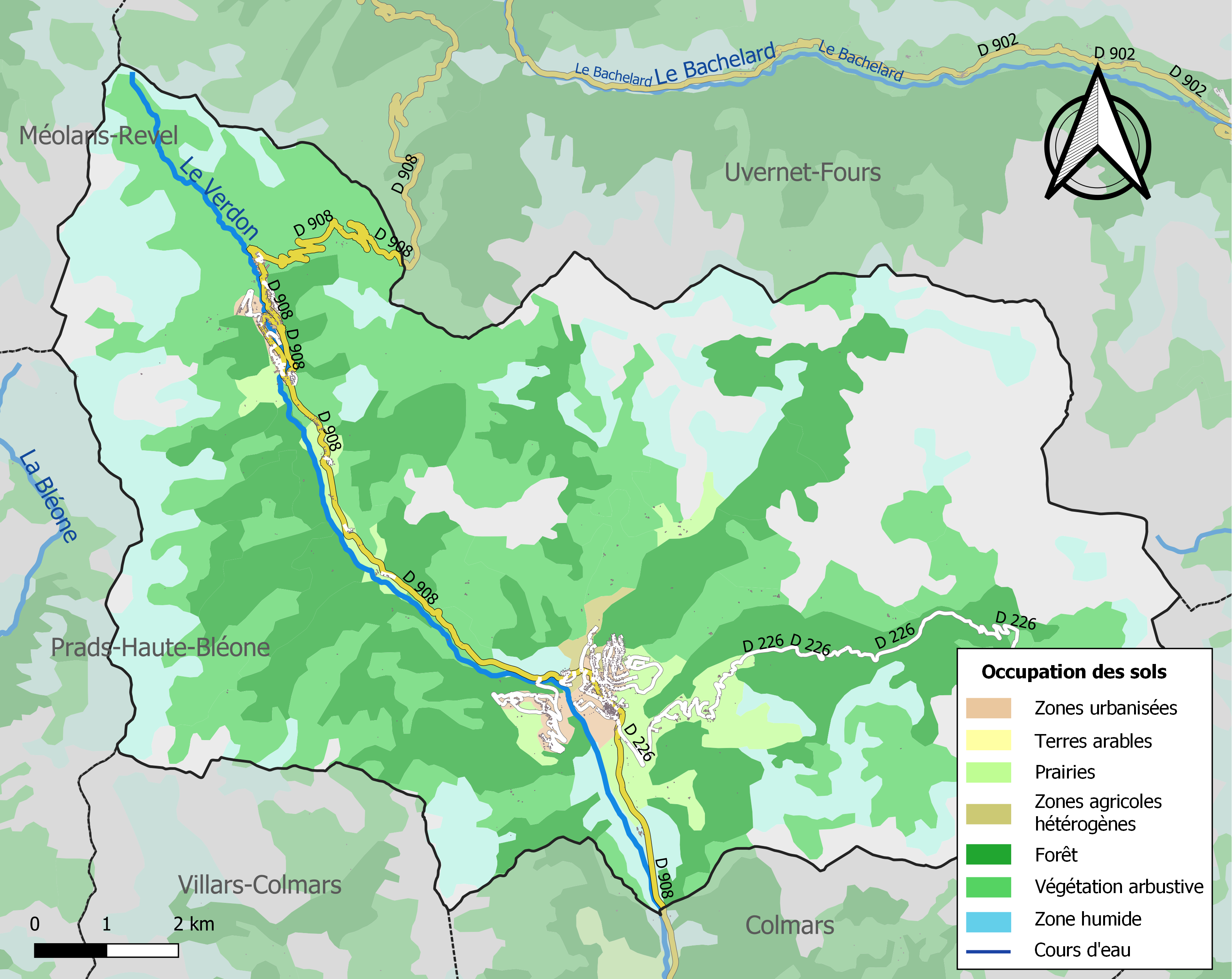
Carte des infrastructures et de l'occupation des sols de la commune en 2018 (CLC).

Le tableau ci-dessous présente l'occupation des sols de la commune en 2018, telle qu'elle ressort de la base de données européenne d’occupation biophysique des sols Corine Land Cover (CLC).
| Type d’occupation                                                                   | Pourcentage | Superficie (en hectares) |
| ----------------------------------------------------------------------------------- | ----------- | ------------------------ |
| Tissu urbain discontinu                                                             | 1,0 %       | 120                      |
| Équipements sportifs et de loisirs                                                  | 0,4 %       | 43                       |
| Prairies et autres surfaces toujours en herbe                                       | 3,9 %       | 459                      |
| Surfaces essentiellement agricoles interrompues par des espaces naturels importants | 0,4 %       | 41                       |
| Forêts de feuillus                                                                  | 0,9 %       | 103                      |
| Forêts de conifères                                                                 | 22,6 %      | 2651                     |
| Forêts mélangées                                                                    | 1,6 %       | 189                      |
| Pelouses et pâturages naturels                                                      | 25,2 %      | 2953                     |
| Landes et broussailles                                                              | 1,2 %       | 140                      |
| Forêt et végétation arbustive en mutation                                           | 4,7 %       | 551                      |
| Roches nues                                                                         | 20,7 %      | 2414                     |
| Végétation clairsemée                                                               | 17,1 %      | 1998                     |
| Plans d'eau                                                                         | 0,4 %       | 44                       |
| Source : Corine Land Cover                                                          |             |                          |

### Hameaux
- la Beaumelle ;
- la Beaume ;
- la Foux ;
- la Foux d’Allos ;
- le Seignus Bas et Haut ;
- le Villard Bas et Haut ;
- le Brec Bas et Haut ;
- Sainte-Brigitte Basse et Haute ;
- le Foreston ;
- Bouchiers ;
- la Peyrière Basse et Haute ;
- Prémin ;
- Montgros ;
- Champrichard ;
- la Colette ;

### Risques naturels et technologiques
Aucune des 200 communes du département n'est en zone de risque sismique nul. Le canton d'Allos-Colmars est en zone 1b (risque faible) selon la classification déterministe de 1991, basée sur les séismes historiques, et en zone 4 (risque moyen) selon la classification probabiliste EC8 de 2011. La commune d'Allos est également exposée à trois autres risques naturels:
- avalanche,
- feu de forêt,
- inondation (dans la vallée du Verdon),
- mouvement de terrain : la commune est concernée par un aléa moyen à fort sur des espaces limités[59].

La commune d'Allos est exposée à un risque d’origine technologique, celui de rupture de barrage, concernant la retenue collinaire de la Tardée au-dessus de la station de la Foux-d’Allos.
Le plan de prévention des risques naturels prévisibles (PPR) de la commune a été approuvé en 1998 pour les risques d’inondation, de mouvement de terrain et d’avalanche et le Dicrim existe depuis 2010.
La commune a été l’objet de plusieurs arrêtés de catastrophe naturelle : en 1984 pour le tremblement de terre, et en 1994 et 2003 pour des inondations et des coulées de boue. En novembre 2012, un glissement de terrain a coupé la seule route d'accès aux hameaux du Bouchier et de la Colette, coupure qui a duré plus de sept mois.

#### Sismicité
La commune est classée en zone de sismicité moyenne,.

## Population et société

### Démographie
Les habitants sont nommés les Allossards.

#### Évolution démographique
L’histoire démographique d’Allos, après la saignée des XIVe et XVe siècles et le long mouvement de croissance jusqu’au début du XIXe siècle, est marquée par une période d’« étale » où la population reste stable à un niveau élevé. Cette période dure de 1806 à 1846. L’exode rural provoque ensuite un mouvement de baisse de la population, qui plus est un mouvement de longue durée. En 1921, la commune enregistre la perte de plus de la moitié de sa population (par rapport au maximum historique). Le mouvement de baisse continue jusqu'aux années 1960. Depuis, la population a crû, sans atteindre l'équivalent de 50 % de la population de 1831.
| 1315     | 1344     | 1471    | 1765  |
| -------- | -------- | ------- | ----- |
| 254 feux | 361 feux | 52 feux | 1 491 |

| 1765  | 1793  | 1800  | 1806  | 1821  | 1831  | 1836  | 1841  | 1846  |
| ----- | ----- | ----- | ----- | ----- | ----- | ----- | ----- | ----- |
| 1 491 | 1 332 | 1 404 | 1 467 | 1 460 | 1 513 | 1 484 | 1 410 | 1 426 |

| 1851  | 1856  | 1861  | 1866  | 1872  | 1876  | 1881  | 1886  | 1891 |
| ----- | ----- | ----- | ----- | ----- | ----- | ----- | ----- | ---- |
| 1 337 | 1 332 | 1 202 | 1 205 | 1 202 | 1 121 | 1 157 | 1 127 | 972  |

| 1896 | 1901 | 1906 | 1911 | 1921 | 1926 | 1931 | 1936 | 1946 |
| ---- | ---- | ---- | ---- | ---- | ---- | ---- | ---- | ---- |
| 932  | 878  | 857  | 826  | 626  | 557  | 550  | 542  | 468  |

| 1954 | 1962 | 1968 | 1975 | 1982 | 1990 | 1999 | 2006 | 2007 |
| ---- | ---- | ---- | ---- | ---- | ---- | ---- | ---- | ---- |
| 525  | 449  | 497  | 564  | 681  | 705  | 637  | 672  | 676  |

| 2012 | 2017 | 2022 | - | - | - | - | - | - |
| ---- | ---- | ---- | - | - | - | - | - | - |
| 648  | 797  | 816  | - | - | - | - | - | - |

### Enseignement
La commune est dotée d'une bibliothèque informatisée depuis 2004 (catalogue en ligne), dans le cadre du réseau de bibliothèques du Haut-Verdon (communauté de communes du Haut-Verdon Val d'Allos) et de deux écoles primaires (une à Allos, une à La Foux d’Allos).

### Santé
Professionnels et établissements de santé :
- Médecins à Allos, Colmars, Barcelonnette,
- Pharmacies à Allos, Colmars,
- Hôpitaux à Saint-Étienne-de-Tinée, Seyne,
- Centre hospitalier de Digne-les-Bains.

### Cultes
- Culte catholique, Doyenne Var et Verdon, Paroisses du secteur Haut Verdon - Val d’Allos - Val d’Issole, diocèse de Nice[71].

## Économie

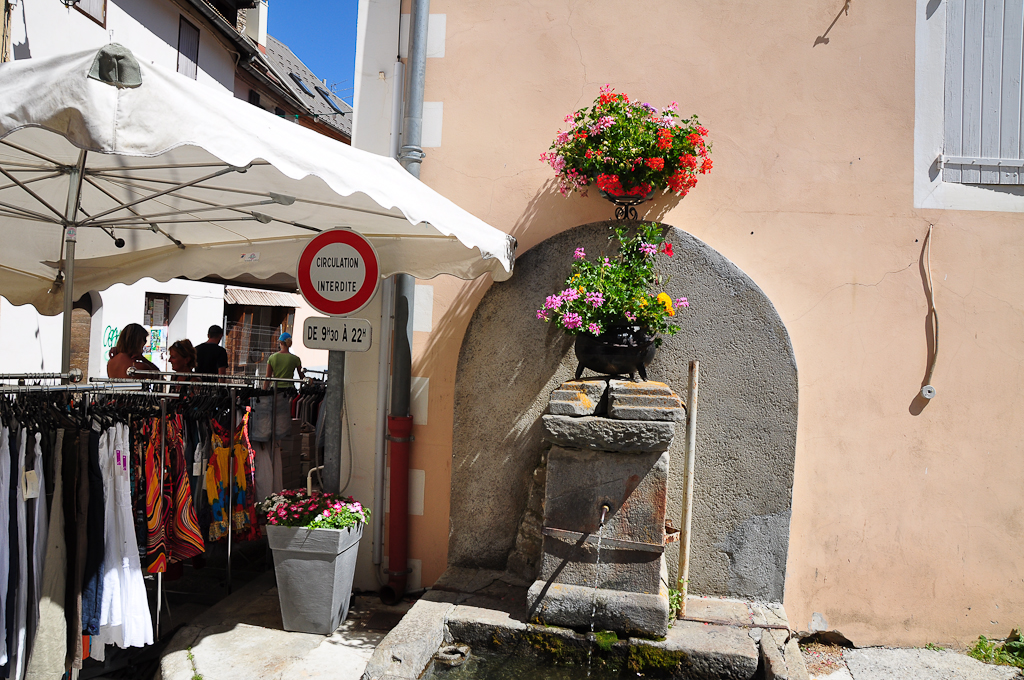
Fontaine d'Allos et jour de marché.

### Aperçu général
Allos est une commune de haute-montagne dont la principale ressource est le tourisme, randonnée à pied l'été et surtout sports de glisse l’hiver.
En 2009, la population active s'élevait à 381 personnes, dont 20 chômeurs (46 fin 2011). Ces travailleurs sont majoritairement salariés (65,7 %) et travaillent très majoritairement dans la commune (près de 91 %), ce qui s’explique par la prédominance du secteur touristique, qui offre ainsi les emplois suffisants aux habitants de la commune. En conséquence, l'essentiel des actifs de la commune sont employés dans les services et l'administration (97 % fin 2010). L'industrie, la construction et l’agriculture n’emploient plus qu’une part résiduelle des actifs.
Au 1er janvier 2011, les établissements actifs dans la commune sont principalement des commerces et des services (215 des 326 établissements), et ceux du secteur administratif, sanitaire et social (69).

### Agriculture
Fin 2010, le secteur primaire (agriculture, sylviculture, pêche) comptait 15 établissements différents dont 1 employant 3 salariés.
L’essentiel des données de l’enquête Agreste du ministère de l’Agriculture sont couvertes par le secret statistique, ce qui indique la faiblesse des effectifs et des surfaces cultivées. En 2000, les trois exploitations utilisaient une surface agricole utile (SAU) de 281 ha, en forte régression depuis 1988 (406 ha).
Patrimoine agricole :
- Coopérative agricole et laiterie industrielle (coopérative laitière)[78] ;
- Moulin à foulon, puis moulin à farine, actuellement établissement médical[79] ;
- Moulin à farine, puis centrale hydroélectrique[80] ;
- Moulin à farine et moulin à huile, puis moulin à farine et forge, actuellement maison[81].

### Industrie
Fin 2010, le secteur secondaire (industrie et construction) comptait 27 établissements, essentiellement artisanaux (22 entreprises n’emploient aucun salarié). Le secteur emploie 11 salariés.

### Activités de services
La commune compte deux stations :
- Val d’Allos-La Foux, dont le domaine skiable communique avec Pra-Loup ;
- Val d’Allos-Le Seignus, qui dispose de l’appellation station-village car elle est reliée par téléphérique au village d’Allos.

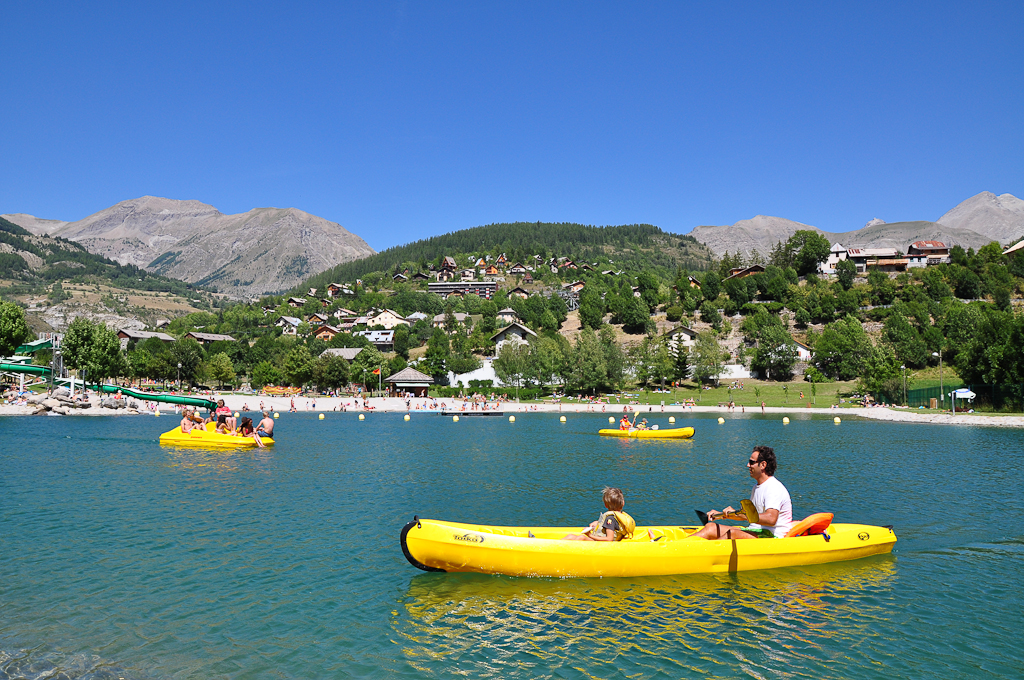
Nautisme sur le plan d'eau d'Allos.

Le tourisme estival est aussi développé, avec les différents plans d’eau et les randonnées en montagne.
Fin 2010, le secteur tertiaire (commerces, service) comptait 215 établissements (avec 434 emplois salariés), auxquels s'ajoutent les 69 établissements administratifs et du secteur sanitaire et social (salariant 52 personnes).
D'après l'Observatoire départemental du tourisme, la fonction touristique est très importante pour la commune, avec plus de 5 touristes accueillis pour un habitant, avec une importante capacité d'hébergement marchande. Plusieurs structures d'hébergement à finalité touristique existent dans la commune :
- de nombreux hôtels[84] (7 classés deux étoiles, et un classé trois étoiles[85] avec une capacité de 128 lits[86]) ;
- aucun camping[87] ;
- quelques meublés[88], dont certains labellisés[89] ;
- les chambres d’hôtes sont absentes de la commune[90] ;
- une importante capacité d’accueil en hébergements collectifs variés (refuges l’été, auberges de jeunesse, villages de vacances)[91].

Ce sont néanmoins les résidences secondaires qui pèsent le plus lourd dans la capacité d'accueil avec près de 5000 résidences secondaires (4 900 logements sur 5340,).

## Lieux et monuments

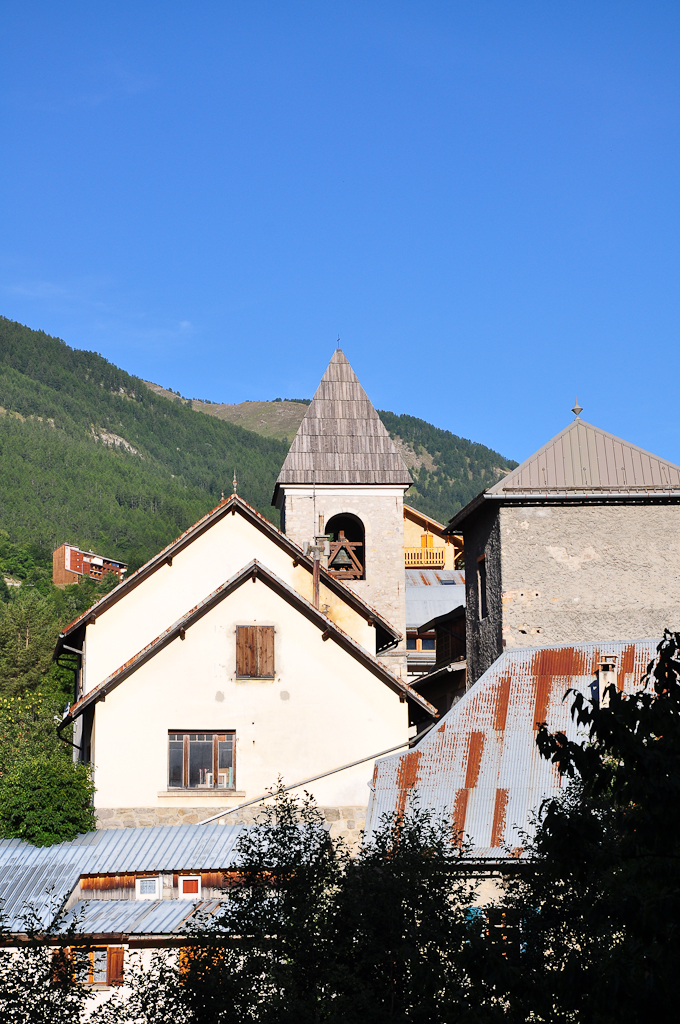
Différentes couvertures des toitures.
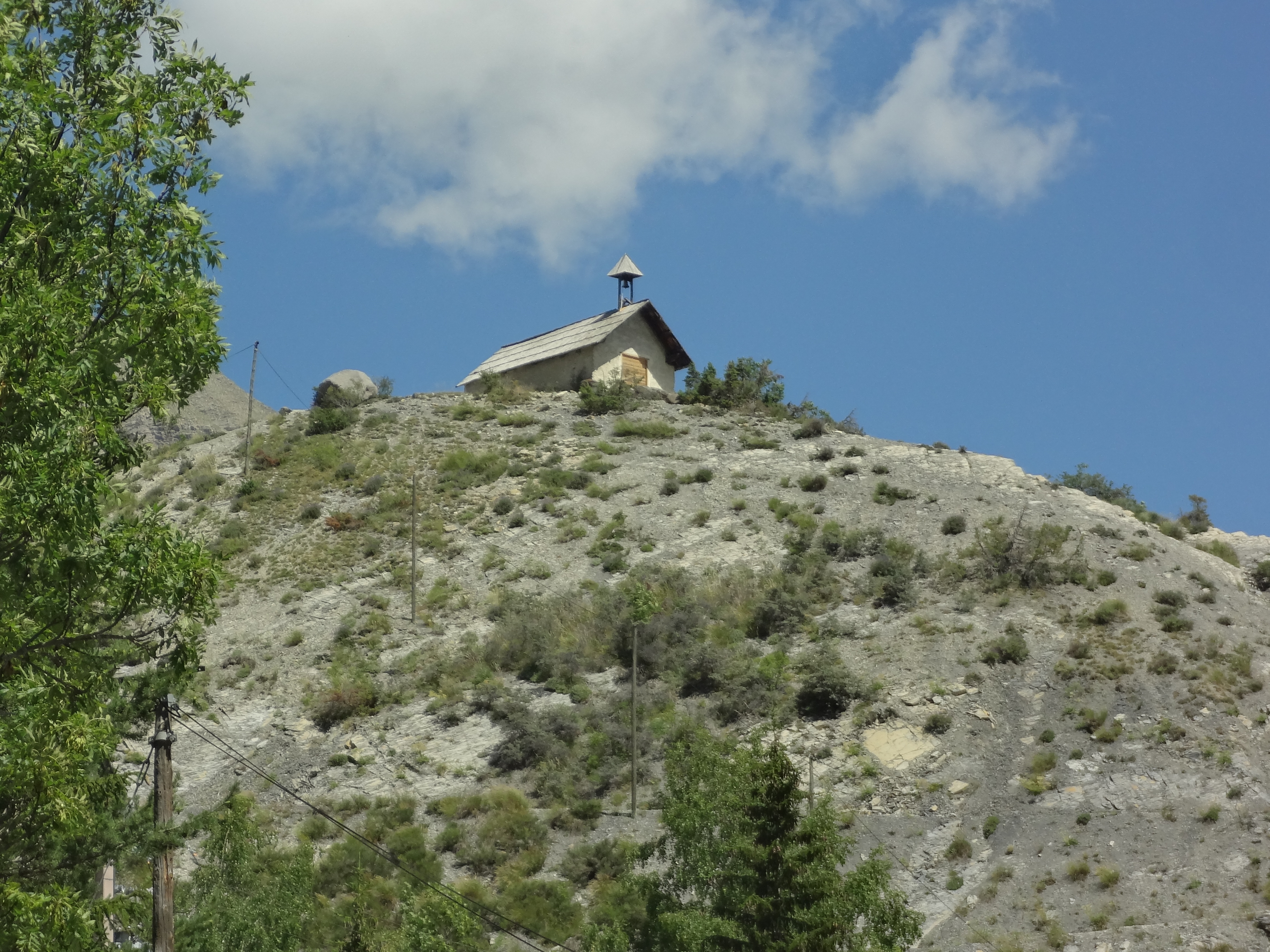
Chapelle Saint-Pierre, perchée au bord d’une piste.
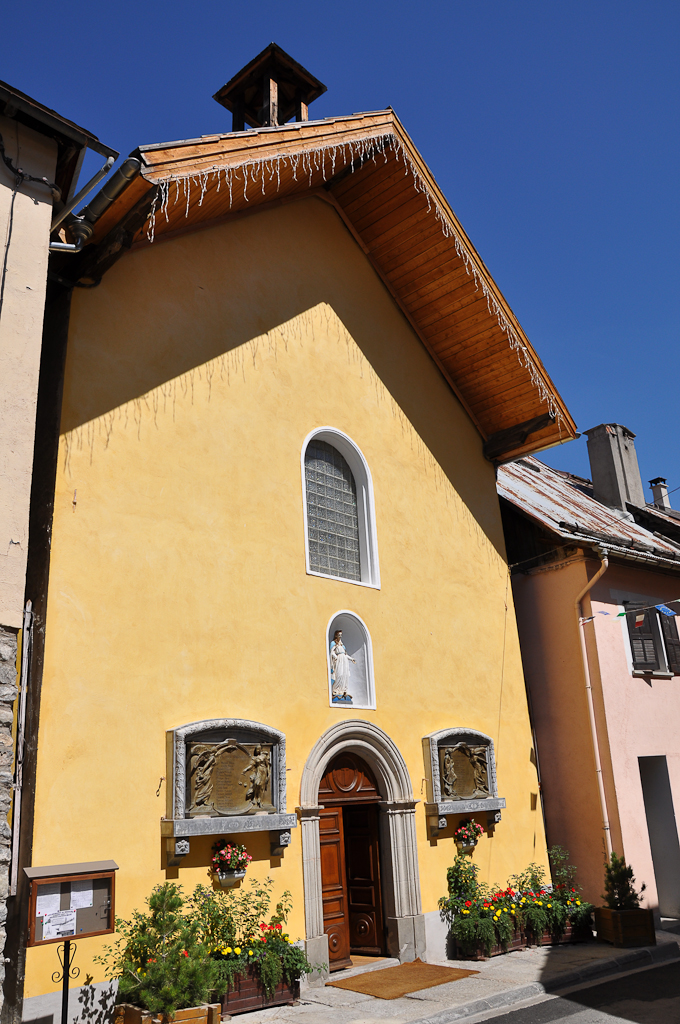
Église Saint-Sébastien ou des Pénitents.
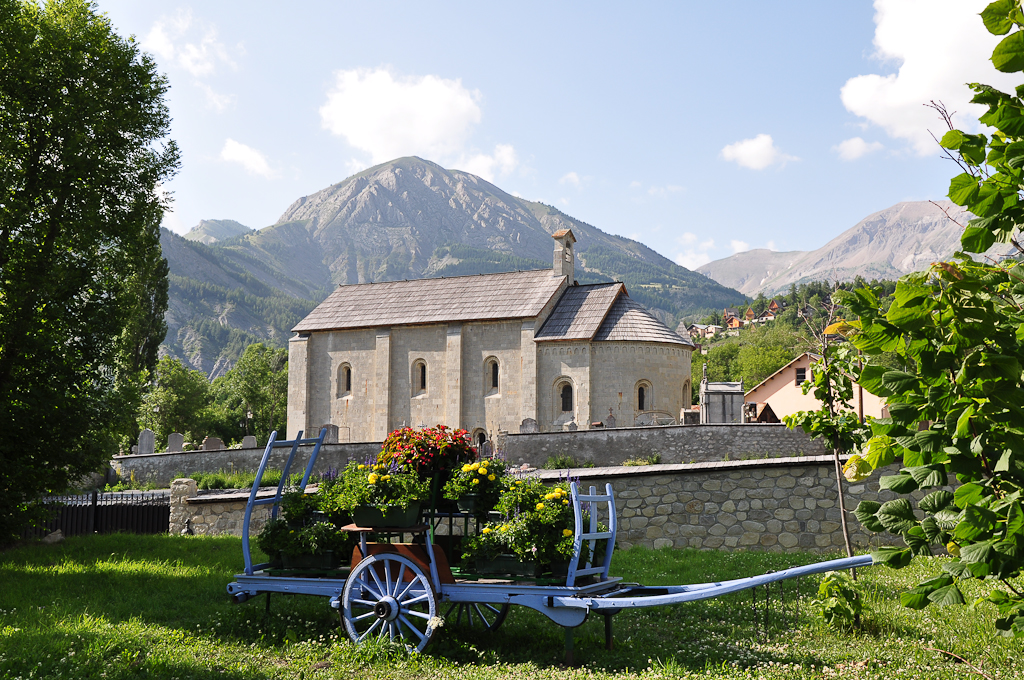
Notre-Dame-de-Valvert et charrette bleue.

### Architecture militaire
Il subsiste un vestige de l’enceinte médiévale : les premiers étages d’une tour, à l’entrée sud du village, transformée en clocher .
La tour de Banivol (7,2 m de côté) date du XIIe ou du XIIIe siècle. Elle peut avoir protégé un petit bourg. La chapelle Saint-Pierre toute proche aurait été soit la chapelle castrale, soit l’église paroissiale,.

### Architecture civile

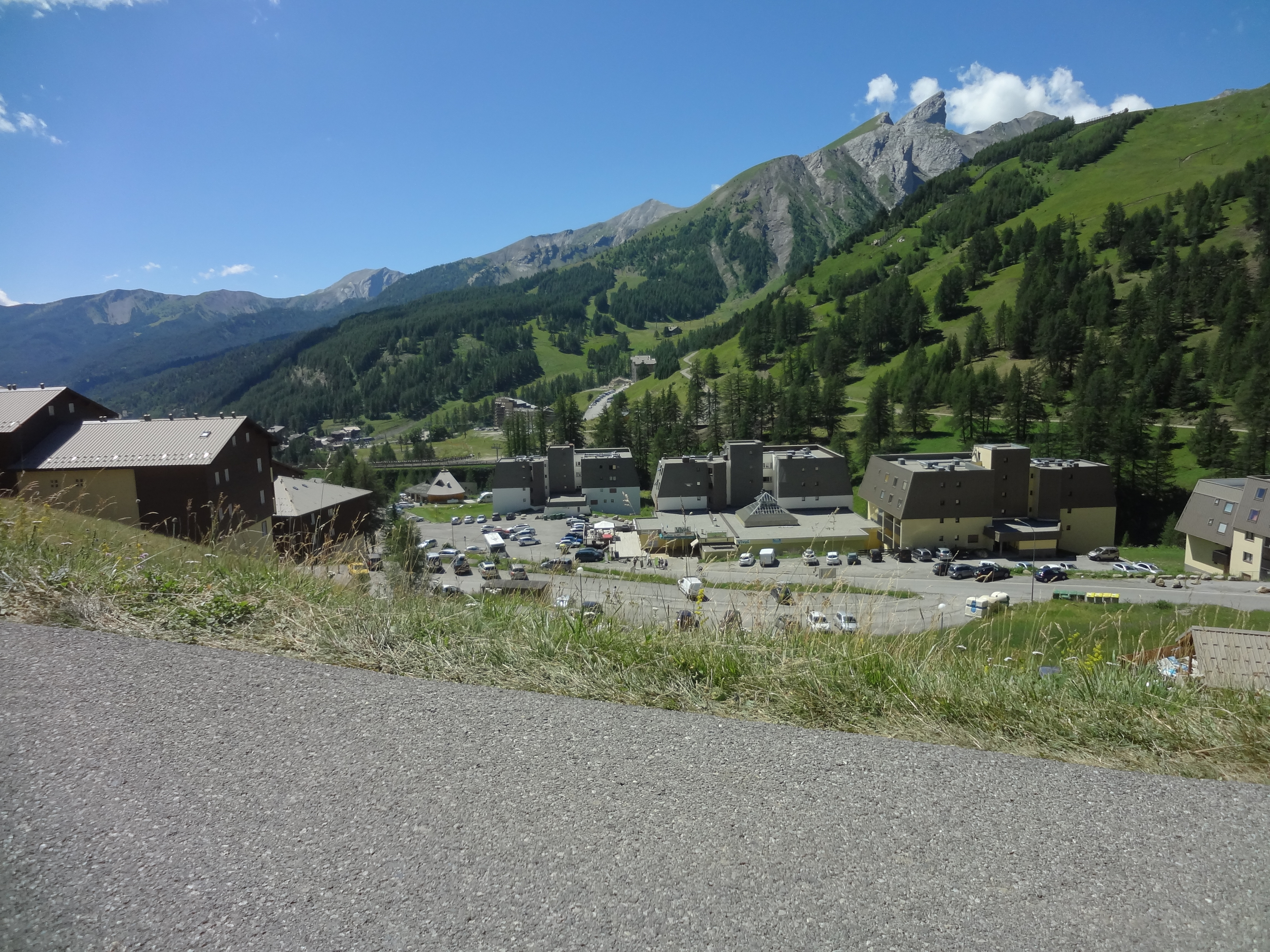
Bâtiments modernes à la Foux d’Allos.

- Du point de vue de l’architecture civile :
  - la station de la Foux d’Allos, dans le style classique des stations de ski ;
  - les toitures sont dominées par la tôle ondulée (milieu des années 1980) [95], avec une présence de toits d’ardoise et de tuiles en écaille traditionnelles.
- Dans le village d’Allos, se trouve encore un cadran solaire de 1913[96].

### Monuments commémoratifs
- Monuments commémoratifs des guerres de 1914-1918 et 1939-1945[97].
- Un monument aux morts a été réalisé en commun avec toutes les communes de la vallée[98].

### Monuments religieux
Les églises et chapelles rurales sont d'un style sobre (style alpin), imposé par le climat. Notre-Dame-de-Valvert à Allos en est un bel exemple du XIIIe siècle.
L’étendue de la commune, son importante population au XIXe siècle lorsque les paroisses et leurs succursales étaient sous le régime concordataire, et les communications rendues difficiles le relief et par la neige l’hiver, toutes ces conditions ont justifié la création de plusieurs églises paroissiales ou de succursales :
- Saint-Jean-Baptiste à la Foux (XVIIIe siècle), de style roman traditionnel [99] et dont la façade est ornée d’un cadran solaire de 1757 [100]. Elle possède un ex-voto en cuir de Cordoue, daté de 1675 [101] ;
- église Saint-Sébastien ou des Pénitents au village, avec la montée en gloire de saint Sébastien peint sur la coupole [102]. Elle sert au culte paroissial l’hiver[18] ;
- Saint-Antoine au Bouchier ; de la Visitation à la Baumelle.

#### Chapelles
La commune compte également de nombreuses chapelles :
- sur la chapelle Notre-Dame-des-Monts, un cadran solaire date de 1757 et porte la légende « Dieu seul est éternel ; déjà loin de toi »[103] ;
- autres chapelles : Saint-Jacques au Seignus-Bas[18] ; Saint-Laurent au Seignus-Haut[18] ; Saint-Pierre, avec un retable fermé par deux petites portes, du XVIe siècle [104] ; Saint-Roch[18] ; Notre-Dame-des-Monts au lac d’Allos ; Notre-Dame-de-Lumière à la Baumelle ; Notre-Dame-de-Grâce au Guinans[18] ; Sainte-Brigitte au hameau Sainte-Brigitte[18] ; Sainte-Madeleine[18] et Saint-Joseph au Villard Bas ;  Notre-Dame de La Salette à Allos ; Notre-Dame-de-la-Fleur au Villard-Haut[18]

#### Notre-Dame-de-Valvert
L’église paroissiale d’Allos date de la première moitié du XIIIe siècle ; elle est classée monument historique en 1846 pour des parties datées de la deuxième moitié du IXe et du Xe siècles.
Elle est construite en appareil moyen et régulier. Son chevet est composé d’une simple abside semi-circulaire, voûtée en cul-de-four . Comme toutes les églises de style alpin, seul le mur sud est percé de trois baies, en plein-cintre.
Le décor est rare : les murs sont ornés d’une suite de petits arcs : ce décor est une évolution tardive (XIIIe siècle) de la bande lombarde  issue du premier art roman. Les chapiteaux sont ornés de feuillages, sauf ceux de la façade, ornés de masques (influence lombarde) et d’animaux . La façade est renforcée de deux contreforts en biais, aux angles.
Raymond Collier signale plusieurs particularités de N.-D.-de-Valvert par rapport au type commun du style roman alpin :
- les pilastres soutenant les arcs-doubleaux sont remplacés par des colonnes engagées (ou demi-colonnes) [110] ;

Elle est endommagée au début du XVIIe siècle et en 1697 par les guerres : la seconde fois, ce sont les Savoyards qui provoquent l’effondrement du clocher. La voûte du chœur est réparée entre cette date et 1723, avant que le clocher soit abattu en 1727. L’incendie d’Allos le 15 novembre 1747 atteint l’église et lui cause d’importants dégâts. Un nouveau clocher est construit en 1751. D’importants travaux de restauration ont lieu entre 1894 et 1896 : base de la façade et des murs gouttereaux, baies, contreforts entièrement reconstruits, et la voûte de la troisième travée elle aussi entièrement reconstruite. Le reste des voûtes et le clocher sont reconstruits en 1899-1904, avec diverses réparations, qui font disparaître les peintures murales.
Parmi le mobilier :
- un Christ en bois du XVIe [112] ou du XVIIe siècle, classé au titre objet[113] ;
- le couronnement de la Vierge, peint sur panneau de bois par Antonio Vivarini au XVe siècle, classé[114].

Bien qu’église paroissiale, elle est à l’écart du village, et ne sert d’église que l’été, la chapelle Saint-Sébastien servant au culte paroissial l’hiver.

## Personnalités liées à la commune
- Marie René Charles Marc Antoine d'Autane (1787-1830), militaire né à Allos
- Jean Adrien Caire (1924-1999), érudit et provençaliste
- Fortuné Gariel, frère du suivant, également magistrat à Grenoble. Le fils de ce dernier, Hyacinthe Gariel (1812-1890), né à Grenoble, fut  conservateur de la bibliothèque de Grenoble dont il assura le développement des collections, notamment de manuscrits et d'ouvrages historiques sur le Dauphiné.
- Hyacinthe Gariel (1778-1849), né à Allos, fils de notable. Étudiant en médecine à Grenoble, il s'orienta finalement vers le droit et devint avocat puis magistrat à Grenoble. Il avait la passion de la bibliographie et, en particulier des incunables et réunit une collection considérable, dont l'essentiel fut acheté après sa mort par la bibliothèque de Grenoble. Ami des frères Champollion, avec qui il recherchait des manuscrits rares, et de l'avocat Berriat-Saint-Prix. Sa sœur avait épousé Simon-Jude Honnorat.
- Hyacinthe Honnorat (1801-1883), fils du précédent. né à Allos et élevé à Digne, il quitta jeune les Alpes de Haute-Provence pour se lancer dans le commerce du grain à Lyon puis à Lille. Il fut conseiller municipal républicain de Lille à la fin de la monarchie de Juillet et opposant au rétablissement de l'Empire en 1851. Élu conseiller général de Lille au début de la IIIe République, il fut pressenti pour devenir sénateur mais renonça au profit du général Faidherbe[115]
- Simon-Jude Honnorat (1783-1852), médecin, entre autres historien de la commune et auteur du Grand dictionnaire de la langue d’oc
- Patritti, peintre du XIXe siècle
- Jean-Esprit Pellissier prêtre jusqu'en 1905, il est l'historien de la commune.